# José Saldanha da Gama

Admiral Saldanha da Gama (1959).

José Santos de Saldanha da Gama (* 8. Januar 1906 in Cataguases, Minas Gerais; † 7. Juli 1968 in Rio de Janeiro) war ein brasilianischer Seeoffizier, der zuletzt als Flottenadmiral (Almirante-de-Esquadra) der Marine (Marinha do Brasil) von 1965 bis zu seinem Tode 1968 Mitglied des Obersten Militärtribunals STM (Superior Tribunal Militar) war.

## Leben
José Santos de Saldanha da Gama war der Großneffe von Admiral Luís Filipe Saldanha da Gama, der sich im Tripel-Allianz-Krieg (1864 bis 1870) auszeichnete und einer der Anführer der Marine-Revolte 1893 war. Er selbst begann 1923 seine Ausbildung zum Seeoffizier an der Marineschule (Escola Naval) und wurde nach deren Abschluss im September 1927 zum Leutnant zur See (Segundo-tenente) befördert. Während seiner darauf folgenden Verwendungen wurde er im Oktober 1929 zum Oberleutnant zur See (Primeiro-tenente) und im November 1932 Kapitänleutnant (Capitão-tenente) befördert. Während des Zweiten Weltkrieges nahm er an mehreren Militärmissionen der brasilianischen Marine teil und belegte Kurse in Hydrographie und Navigation. Er war ferner Absolvent der Marinekriegsschule (Escola de Guerra Naval) und wurde zum Korvettenkapitän (Capitão-de-corveta) befördert. Er war zudem Kommandeur der U-Boot-Kampfgruppe Natal und fand unter anderem Verwendung als erster Kommandant der Korvetten Henrique Dias zwischen September 1943 und 1944 und Cananéia. Im letzten Kriegsjahr war er von 1944 bis 1945 Kommandant des Zerstörers Bertioga.
Nach Kriegsende wurde Saldanha da Gama im Dezember 1947 zum Fregattenkapitän (Capitão-de-fragata) befördert. Er wurde im März 1953 zum Kapitän zur See (Capitão-de-mar-e-guerra) befördert und war selbst Ausbilder an der Marinekriegsschule. Er widmete sich der hydrografischen Vermessungsarbeit an der brasilianischen Küste und befehligte die hydrografischen Schiffe Lahmeyer und Rio Branco. Er war einer der Gründer und späterer Präsident der Forschungsstiftung für Meereskunde (Fundação de Estudos do Mar) und fungierte während des Internationalen Geophysikalischen Jahres (1. Juli 1957 bis 31. Dezember 1958) als Kommandant des ozeanografischen Schiffes Almirante Saldanha.
Nachdem José Saldanha da Gama im Januar 1959 seine Beförderung zum Konteradmiral (Contra-almirante) erhalten hatte, übernahm er den Posten als Kommandant des nach dem Außen-, Marine- und Kriegsminister Admiral Eduardo Wandenkolk benannten Ausbildungszentrums (Centro de Instrução Almirante Wandenkolk). Er war ferner Direktor des Marinearsenals von Rio de Janeiro und wurde im April 1962 zum Vizeadmiral (Vice-almirante) befördert. Als Generaldirektor der Marinefliegerverbände trat er 1964 zurück, nachdem es zwischen der Marine und den Luftstreitkräften FAB (Força Aérea Brasileira) wiederholt zu einem Streit über die Zuständigkeit über die Marinefliegerverbände gekommen war, die letztlich vom damaligen Staatspräsidenten Marschall Humberto Castelo Branco entschieden wurde. Daraufhin fungierte er noch als Generalsekretär der Marine (Secretário-geral da Marinha). 1965 wurde er zum Flottenadmiral (Almirante-de-Esquadra) befördert und im November 1965 zum Mitglied des Obersten Militärtribunals STM (Superior Tribunal Militar) ernannt, eine Position, die er bis zu seinem Tod 1968 innehatte.
José Santos de Saldanha da Gama fungierte zudem zwei Mal als Präsident des Marinevereins (Clube Naval) und trat von diesem Posten im Dezember 1967 zurück. Außerdem engagierte er sich als Präsident der Nationalen Kampagne für freie Bildung (Campanha Nacional de Educandários Gratuitos).